# Напон (механика)
Напон у механици континуума представља меру просечне силе по јединици површине на површи на којој се осећа дејство унутрашњих сила које делују унутар деформабилног тела (слика 1). Концепт напона у механици континуума развио је Огистен Луј Коши око 1822. године. Другим речима, то је мера интензитета или унутрашње расподеле тоталних унутрашњих сила које делују у оквиру деформабилног тела по замишљеној површи. Ове унутрашње силе настају између честица тела као реакција на спољашње силе, које се осећају у телу. Спољашње силе могу бити површинске или запреминске. Ове унутрашње силе распоређују се континуирано унутар запремине тела зато што се деформабилно тело посматра као континуум. Дистрибуција напона у телу означена је као „део-по-део“ непрекидна функција просторних координата и времена.
СИ јединица за напон је паскал (Pa — притисак), која је једнака једном њутну (N — сила) по квадратном метру (m² — површина). Јединица за напон иста је као и јединица за притисак, то јест, мера силе по јединичној површини. Инжењерске мере обично се изражавају у мегапаскалима (MPa) или гигапаскалима (GPa). 

## Преглед
У једноставном случају аксијално посматраног тела (што представља призматично тело изложено тензији или компресији коју врши сила која пролази кроз његов центроид (слика 2), напон {\displaystyle \sigma }, или интензитет расподеле унутрашњих сила може се одредити дељењем укупне тензионе или компресионе силе {\displaystyle F} са попречном површином {\displaystyle A}. У овом случају, напон {\displaystyle \sigma } представљен је скаларом, који се назива инжењерски или номинални напон и који представља просечан напон ({\displaystyle \sigma _{avg}}) на површини. То значи да је напон на посматраној површини униформно расподељен. Узевши ово у обзир, добија се формула:
{\displaystyle \sigma _{avg}={\frac {F_{n}}{A}}=\sigma }
Генерално, напон није униформно расподељен по површини тела, стога је у одређеној тачки посматране површине напон различит од просечног напона на целој површини. Зато је неопходно дефинисати напон не само на одређеној површини, већ и у одређеној тачки у телу (слика 1). Према Кошију, напон у било којој тачки тела које се сматра континууом дефинисан је комплетно са девет компонената {\displaystyle \sigma _{ij}} тензора другог реда, који је познат као Кошијев тензор напона, {\displaystyle \sigma }:
{\displaystyle \sigma _{ij}=\left[{\begin{matrix}\sigma _{11}&\sigma _{12}&\sigma _{13}\\\sigma _{21}&\sigma _{22}&\sigma _{23}\\\sigma _{31}&\sigma _{32}&\sigma _{33}\\\end{matrix}}\right]\equiv \left[{\begin{matrix}\sigma _{xx}&\sigma _{xy}&\sigma _{xz}\\\sigma _{yx}&\sigma _{yy}&\sigma _{yz}\\\sigma _{zx}&\sigma _{zy}&\sigma _{zz}\\\end{matrix}}\right]\equiv \left[{\begin{matrix}\sigma _{x}&\tau _{xy}&\tau _{xz}\\\tau _{yx}&\sigma _{y}&\tau _{yz}\\\tau _{zx}&\tau _{zy}&\sigma _{z}\\\end{matrix}}\right]\,\!}
Кошијев тензор напона подвргава се закону трансформације тензора приликом промена координатни систем. Графички приказ овог закона трансформације јесте Моров круг за напон. 
Кошијев тензор напона користи се за анализе напона код тела код којих долази до малих деформација. За велике деформације неопходне су друге мере напона, као што су први и други Пиола-Кирхофови тензори напона , Биотов тензор напона или Кирхофов тензор напона.
Према принципу одржања линеарног момента, ако је тело у статичкој равнотежи, може се показати да компоненте Кошијевог тензора напона задовољавају једначине равнотеже за било који материјал. У исто време, према принципу одржања угаоног момента, да би тело било у равнотежи, збир свих момената у одређеној тачки мора бити нула, што доводи до закључка да је тензор напона симетричан и да има само шест независних компоненти напона, а не девет, како је првобитно представљено. 
Постоје одређене инваријанте које су у вези са тензором напона. Њихове вредности не зависе од изабраног координатног система, или површине елемента на коме се врши анализа тензора напона. Постоје три дијагонална елемента тензора напона, који се називају главни елементи напона.
Одређивање унутрашње расподеле напона, тј. анализа напона, примењује се у разним инжењерским дисциплинама, због одређивања и дизајнирања одређених структура, какве су тунели, бране и мање структуре. Анализа напона примењује се и у структурној геологији, приликом одређивања напонских стања у току разламања стенске масе. Да би се одредила расподела напона у некој структури, неопходно је решити напон на граници са спољашњом средином, применом специфичних граничних услова, који обухватају померај и силу на граници. За описивање везе између напона и деформације користе се конститутивне једначине, као што је Хуков закон код линеарно еластичних материјала. Гранични проблем заснован је на теорији еластичности, и примењује се код структура, за које се очекује да се деформишу еластично. Када су у питању пластичне деформације, проблем се решава применом теорије пластичности.
Приближна решења граничног проблема добијају се коришћењем нумеричких метода, као што су метода коначних елемената, метода коначних разлика и метода граничних елемената, помоћу рачунарских програма. Аналитичка решења могу се добити за једноставне геометријске услове, конститутивне везе и граничне услове.
Анализе напонског стања могу бити поједностављене у случајевима где физичке димензије и расподела елемената дозвољавају да се структура сматра једнодимензионалном или дводимензионалном. 
Чврста тела, течности и гасови имају поља напона. Стационарни флуиди имају поље нормалног напона, али се, приликом течења, код њих јавља смичућа компонента напона. Кретање вискозних флуида може повећати смичућу компоненту напона (динамички притисак). У чврстим телима се могу јавити и нормални напон, као и смичућа компонента напона. Гранични примери су дуктилни материјали, код којих се јављају само смичуће компоненте напона, и крта тела, само са главним елементима напона.

## Дефиниција напона
Тело може бити изложено дејству спољашњих сила. Постоје два типа спољашњих сила: површинске силе и запреминске силе. Површинске или контактне силе делују на граничној површи, као резултат механичког контакта међу телима, и њихов интензитет пропорционалан је површини контакта. Запреминске силе, као што су гравитациона и магнетска сила, су силе расподељене у запремини тела, а њихов интензитет пропорционалан је маси тела. Површинске силе могу, такође, деловати и на унутрашњим површима тела.
Површинске силе које делују на тело се преносе са тачке на тачку унутар тела, што доводи до стварања унутрашњих сила. Пренос оваквих сила условљен је одржањем закона линеарног и угаоног момента (други Њутнов закон кретања). Код тела која су у статичкој равнотежи, ови закони повезани су са принципима равнотеже сила и момената.
Мера интензитета ових унутрашњих сила, које делују унутар тела, на замишљеним површима, назива се напон. Другим речима, напон је мера просечног квантитета сила које делују на јединичној површини неке површи, где делују унутрашње силе. На пример, ако се упореди сила која делује на малој површини и сила расподељена по већој површини, тако да има исту магнитуду, закључује се да су ефекти интензитета ове две силе локално различити због тога што напони нису једнаки.

### напон у призматичном телу
Прво треба објаснити једноставни случај призматичног тела изложеног аксијалној сили {\displaystyle F_{n}}, која може произвести или тензију или компресију (слике 2 и 3). Посматрајући површ нормалну на осу тела, може се извести равнотежа сила, када је резултанта нормална сила, једнака {\displaystyle F_{n}}. Интензитет унутрашњих сила, или напона {\displaystyle \sigma }, на посматраној површини може се одредити дељем укупне тензионе или компресионе силе {\displaystyle F_{n}} посматраном површином {\displaystyle A}. У овом случају, напон {\displaystyle \sigma } је скаларна величина, која се назива инжењерски или номинални напон, који представља просечни напон ({\displaystyle \sigma _{avg}}) на посматраној површини, тј. напон који је на површини униформно расподељен. Онда се добија да је:
{\displaystyle \sigma _{\mathrm {avg} }={\frac {F_{\mathrm {n} }}{A}}\approx \sigma \,\!}
Када на призматично тело делују трансверзалне силе {\displaystyle F_{s}}, као што је приказано на слици 4, јавља се другачији тип напона. Ако се посматра иста површина као и у претходном случају, на основу статичке равнотеже се изводи да унутрашња сила има магнитуду једнаку сили {\displaystyle F_{s}}, а супротан смер, паралелан посматраном попречном елементу. Сила {\displaystyle F_{s}} назива се смичућа сила. Дељењем смичуће силе {\displaystyle F_{s}} површином попречног елемента {\displaystyle A}, добија се смичућа компонента напона. У овом случају, смичућа компонента напона {\displaystyle \tau } је скаларна величина, која представља просечну вредност смичуће компоненте напона ({\displaystyle \tau _{avg}}) у посматраном елементу, тј. напон у посматраном елементу је униформно расподељен:
{\displaystyle \tau _{\mathrm {avg} }={\frac {F_{\mathrm {s} }}{A}}\approx \tau \,\!}
Међутим, у општем случају, напон није униформно расподељен по посматраној површи тела, па је, из тог разлога, напон у тачки неке површине, различит у односу на просечну вредност напона на целој површини. На слици 3, нормални напон посматран је у две равни {\displaystyle m-m} и {\displaystyle n-n}, у призматичном телу посматраном аксијално. напон у равни {\displaystyle n-n}, који је ближи тачки деловања силе {\displaystyle F}, варира више него напон у равни {\displaystyle m-m}. Ипак, ако је посматрана површина тела веома мала, варијација напона на површини је веома мала, па се нормални напон може апроксимирати вредношћу {\displaystyle \sigma _{avg}}. Са друге стране, варијација смичуће компоненте напона на посматраној површини призматичног тела не може се сматрати униформном.
Због тога је неопходно дефинисати напон у одређеној тачки површи. 

## Принцип Кошијевог напона
Посматра се тело у равнотежи, које је изложено дејству површинских и запреминских сила, са замишљеном равни, која дели тело на два дела (слика 5). Мала површина {\displaystyle \Delta A\,\!} једног од сегмената, која садржи тачку {\displaystyle P\,\!}, и нормалним јединичним вектором {\displaystyle \mathbf {n} \,\!} изложена је дејству силе {\displaystyle \Delta \mathbf {F} \,\!}, која потиче од деловања материјала са једне стране површине (леви сегмент) на другу страну (десни сегмент).
Расподела сила на површини {\displaystyle \Delta A\,\!}, међутим, није увек униформна, као што може бити момент {\displaystyle \Delta \mathbf {M} \,\!} у тачки {\displaystyle P\,\!}, под дејством силе {\displaystyle \Delta \mathbf {F} \,\!}, као што је приказано на слици 5. По Кошијевом принципу напона важи да {\displaystyle \Delta A\,\!} постаје врло мало и тежи нули, док {\displaystyle \Delta \mathbf {F} /\Delta A\,\!} постаје {\displaystyle d\mathbf {F} /dA\,\!}. Резултантни вектор {\displaystyle d\mathbf {F} /dA\,\!} дефинисан је као вектор напона {\displaystyle \mathbf {T} ^{(\mathbf {n} )}=T_{i}^{(\mathbf {n} )}\mathbf {e} _{i}\,\!} у тачки {\displaystyle P\,\!} у равни са вектором нормале {\displaystyle \mathbf {n} \,\!}:
{\displaystyle T_{i}^{(\mathbf {n} )}=\lim _{\Delta A\to 0}{\frac {\Delta F_{i}}{\Delta A}}={dF_{i} \over dA}\,\!}
Ова једначина показује да вектор напона зависи од локације у телу и оријентације равни на којој делује сила. 
По трећем Њутновом закону кретања, вектори напона, који делују на супротним странама исте површи, имају исти интензитет и супротан смер. Дакле, 
{\displaystyle -\mathbf {T} ^{(\mathbf {n} )}=\mathbf {T} ^{(-\mathbf {n} )}\,\!}
напон је, у свакој тачки тела, дефинисан вектором напона {\displaystyle \mathbf {T} ^{(\mathbf {n} )}\,\!} који је у вези са свим равнима које пролазе кроз посматрану тачку (неодређен број равни). Међутим, према Кошијевој теореми, вектор напона у било којој равни, која пролази кроз посматрану тачку, може се одредити помоћу једначина трансформације координата, ако су познати вектори напона у три међусобно управне равни.
У зависности од оријентације посматране равни, вектор напона не мора бити нормалан на ту раван, и може бити разложен у две компоненте:
- једну, нормалну у односу на раван, која се назива нормални напон, {\displaystyle \sigma _{\mathrm {n} }\,\!}:

{\displaystyle \mathbf {\sigma _{\mathrm {n} }} =\lim _{\Delta A\to 0}{\frac {\Delta F_{\mathrm {n} }}{\Delta A}}={\frac {dF_{\mathrm {n} }}{dA}}\,\!}
где је {\displaystyle dF_{\mathrm {n} }\,\!} нормална компонента силе {\displaystyle d\mathbf {F} \,\!} која делује на диференцијабилну површину {\displaystyle dA\,\!}
- и другу, паралелну овој равни, која се назива напон смицања, {\displaystyle \tau \,\!}:

{\displaystyle \mathbf {\tau } =\lim _{\Delta A\to 0}{\frac {\Delta F_{\mathrm {s} }}{\Delta A}}={\frac {dF_{\mathrm {s} }}{dA}}\,\!}
где је {\displaystyle dF_{\mathrm {s} }\,\!} тангенцијална компонента силе {\displaystyle d\mathbf {F} \,\!} која делује на диференцијабилну површину {\displaystyle dA\,\!}. напон смицања може се даље разложити на две нормалне компоненте. 
Претпостављајући да је елемент материјала (слика 5) паралелан са равнима које граде координатне осе Декартовог правоуглог координатног система, вектори напона у свакој равни, тј. {\displaystyle \mathbf {T} ^{(\mathbf {e} _{1})}\,\!}, {\displaystyle \mathbf {T} ^{(\mathbf {e} _{2})}\,\!} и {\displaystyle \mathbf {T} ^{(\mathbf {e} _{3})}\,\!}, могу се разложити у једну нормалну и две смичуће компоненте, тј. компоненте које су паралелне трима координатним осама. У случају када је површ са нормалним јединичним вектором оријентисана у смеру {\displaystyle x_{1}\,\!}-осе нормални напон је обележен са {\displaystyle \sigma _{11}\,\!}, а две смичуће компоненте са {\displaystyle \tau _{12}\,\!} и {\displaystyle \tau _{13}\,\!}:
{\displaystyle \mathbf {T} ^{(\mathbf {e} _{1})}=T_{1}^{(\mathbf {e} _{1})}\mathbf {e} _{1}+T_{2}^{(\mathbf {e} _{1})}\mathbf {e} _{2}+T_{3}^{(\mathbf {e} _{1})}\mathbf {e} _{3}=\sigma _{11}\mathbf {e} _{1}+\sigma _{12}\mathbf {e} _{2}+\sigma _{13}\mathbf {e} _{3}\,\!}
{\displaystyle \mathbf {T} ^{(\mathbf {e} _{2})}=T_{1}^{(\mathbf {e} _{2})}\mathbf {e} _{1}+T_{2}^{(\mathbf {e} _{2})}\mathbf {e} _{2}+T_{3}^{(\mathbf {e} _{2})}\mathbf {e} _{3}=\sigma _{21}\mathbf {e} _{1}+\sigma _{22}\mathbf {e} _{2}+\sigma _{23}\mathbf {e} _{3}\,\!}
{\displaystyle \mathbf {T} ^{(\mathbf {e} _{3})}=T_{1}^{(\mathbf {e} _{3})}\mathbf {e} _{1}+T_{2}^{(\mathbf {e} _{3})}\mathbf {e} _{2}+T_{3}^{(\mathbf {e} _{3})}\mathbf {e} _{3}=\sigma _{31}\mathbf {e} _{1}+\sigma _{32}\mathbf {e} _{2}+\sigma _{33}\mathbf {e} _{3}\,\!}
Претходне три једначине се, преко индекса, могу записати као:
{\displaystyle \mathbf {T} ^{(\mathbf {e} _{i})}=T_{j}^{(\mathbf {e} _{i})}\mathbf {e} _{j}=\sigma _{ij}\mathbf {e} _{j}\,\!}.
Девет компонената {\displaystyle \sigma _{ij}\,\!} вектора напона су компоненте Декартовог тензора другог реда, који се назива Кошијев тензор напона. Овај тензор у потпуности дефинише напон у било којој тачки простора, и дат је као:
{\displaystyle \sigma _{ij}=\left[{\begin{matrix}\mathbf {T} ^{(\mathbf {e} _{1})}\\\mathbf {T} ^{(\mathbf {e} _{2})}\\\mathbf {T} ^{(\mathbf {e} _{3})}\\\end{matrix}}\right]=\left[{\begin{matrix}\sigma _{11}&\sigma _{12}&\sigma _{13}\\\sigma _{21}&\sigma _{22}&\sigma _{23}\\\sigma _{31}&\sigma _{32}&\sigma _{33}\\\end{matrix}}\right]\equiv \left[{\begin{matrix}\sigma _{xx}&\sigma _{xy}&\sigma _{xz}\\\sigma _{yx}&\sigma _{yy}&\sigma _{yz}\\\sigma _{zx}&\sigma _{zy}&\sigma _{zz}\\\end{matrix}}\right]\equiv \left[{\begin{matrix}\sigma _{x}&\tau _{xy}&\tau _{xz}\\\tau _{yx}&\sigma _{y}&\tau _{yz}\\\tau _{zx}&\tau _{zy}&\sigma _{z}\\\end{matrix}}\right]\,\!}
где су:
{\displaystyle \sigma _{11}\,\!}, {\displaystyle \sigma _{22}\,\!}, и {\displaystyle \sigma _{33}\,\!} главне компоненте напона, а
{\displaystyle \sigma _{12}\,\!}, {\displaystyle \sigma _{13}\,\!}, {\displaystyle \sigma _{21}\,\!}, {\displaystyle \sigma _{23}\,\!}, {\displaystyle \sigma _{31}\,\!}, и {\displaystyle \sigma _{32}\,\!} су смичуће компоненте напона.
Први индекс {\displaystyle i\,\!} показује да напон делује у равни, која је нормална на осу {\displaystyle x_{i}\,\!}, док други индекс {\displaystyle j\,\!} указује на правац у коме делује напон. Компонента напона је позитивна ако делује у позитивном делу координатне осе, и ако вектор нормале равни, у којој делује напон, има смер као и позитивни део координатне осе. 
Војтово обележавање Кошијевог тензора напона користи својство симетричности тензора напона, да би се напон изразио као вектор у шестој димензији, у облику:
{\displaystyle {\begin{aligned}{\boldsymbol {\sigma }}&={\begin{bmatrix}\sigma _{1}&\sigma _{2}&\sigma _{3}&\sigma _{4}&\sigma _{5}&\sigma _{6}\end{bmatrix}}^{T}\\&\equiv {\begin{bmatrix}\sigma _{11}&\sigma _{22}&\sigma _{33}&\sigma _{23}&\sigma _{31}&\sigma _{12}\end{bmatrix}}^{T}\end{aligned}}\,\!}.
Војтово обележавање користи се посебно приликом приказа везе између напона и истезања у механици чврстих тела, и приликом прорачуна у софтверима који се примењују у структурној механици.

### Веза између вектора напона и тензора напона
Вектор напона {\displaystyle \mathbf {T} ^{(\mathbf {n} )}\,\!} у некој тачки равни, чији је вектор нормале {\displaystyle \mathbf {n} \,\!}, може се изразити као функција вектора напона у равнима које су нормалне са координатним осама, тј. преко компонената тензора напона {\displaystyle \sigma _{ij}\,\!}. У тензорској форми, ово ће бити:
{\displaystyle T_{j}^{(n)}=\sigma _{ij}n_{i}\,\!}.
Да би се доказао израз, мора се посматрати тетраедар чије су три равни оријентисане у правцу координатних оса и са инфинитезималном површином {\displaystyle dA\,\!} оријентисаном у правцу вектора нормале {\displaystyle \mathbf {n} \,\!} (слика 7). Вектор напона у овој равни одређен је са {\displaystyle \mathbf {T} ^{(\mathbf {n} )}\,\!}. Вектори напона који делују у равнима тетраедра, означени су са {\displaystyle \mathbf {T} ^{(\mathbf {e} _{1})}\,\!}, {\displaystyle \mathbf {T} ^{(\mathbf {e} _{2})}\,\!} и {\displaystyle \mathbf {T} ^{(\mathbf {e} _{3})}\,\!}, и по дефиницији су компоненте тензора напона {\displaystyle \sigma _{ij}\,\!}. Овај тетраедар се назива и Кошијев тетраедар. Из равнотеже сила, тј. Њутнових закона кретања, имамо:
{\displaystyle \mathbf {T} ^{(\mathbf {n} )}dA-\mathbf {T} ^{(\mathbf {e} _{1})}dA_{1}-\mathbf {T} ^{(\mathbf {e} _{2})}dA_{2}-\mathbf {T} ^{(\mathbf {e} _{3})}dA_{3}=\rho \left({\frac {h}{3}}ds\right)\mathbf {a} \,\!}
где десна страна једначине представља продукт масе унутар тетраедра и њено убрзање: {\displaystyle \rho \,\!} је густина, {\displaystyle \mathbf {a} \,\!} је убрзање, {\displaystyle h\,\!} је висина тетраедра, када се раван {\displaystyle \mathbf {n} \,\!} посматра као база. Површине страна тетраедра, које су нормалне на координатне осе, могу се израчунати пројектовањем {\displaystyle dA\,\!} на сваку страну:
{\displaystyle dA_{1}=\left(\mathbf {n} \cdot \mathbf {e} _{1}\right)dA=n_{1}dA\,\!}
{\displaystyle dA_{2}=\left(\mathbf {n} \cdot \mathbf {e} _{2}\right)dA=n_{2}dA\,\!}
{\displaystyle dA_{3}=\left(\mathbf {n} \cdot \mathbf {e} _{3}\right)dA=n_{3}dA\,\!}
и
{\displaystyle \mathbf {T} ^{(\mathbf {n} )}-\mathbf {T} ^{(\mathbf {e} _{1})}n_{1}-\mathbf {T} ^{(\mathbf {e} _{2})}n_{2}-\mathbf {T} ^{(\mathbf {e} _{3})}n_{3}=\rho \left({\frac {h}{3}}{\frac {ds}{dA}}\right)\mathbf {a} \,\!}
Овде је {\displaystyle dA\,\!} пропорционално квадрату линеарне димензије тетраедра, а {\displaystyle h\ ds\,} трећем степену. Дакле, у случају када тетраедар тежи тачки, RHS претходне једначине тежи нули, па је: 
{\displaystyle {\begin{aligned}\mathbf {T} ^{(\mathbf {n} )}&=\mathbf {T} ^{(\mathbf {e} _{1})}n_{1}+\mathbf {T} ^{(\mathbf {e} _{2})}n_{2}+\mathbf {T} ^{(\mathbf {e} _{3})}n_{3}\\&=\sum _{i=1}^{3}\mathbf {T} ^{(\mathbf {e} _{i})}n_{i}=\left(\sigma _{ij}\mathbf {e} _{j}\right)n_{i}\\&=\sigma _{ij}n_{i}\mathbf {e} _{j}\end{aligned}}\,\!}
или, што је еквивалентно:
{\displaystyle T_{j}^{(n)}=\sigma _{ij}n_{i}\,\!}
У матричној форми, ово је једнако:
{\displaystyle \left[{\begin{matrix}T_{1}^{(n)}&T_{2}^{(n)}&T_{3}^{(n)}\end{matrix}}\right]=\left[{\begin{matrix}n_{1}&n_{2}&n_{3}\end{matrix}}\right]\cdot \left[{\begin{matrix}\sigma _{11}&\sigma _{12}&\sigma _{13}\\\sigma _{21}&\sigma _{22}&\sigma _{23}\\\sigma _{31}&\sigma _{32}&\sigma _{33}\\\end{matrix}}\right]\,\!}
Ова једначина приказује компоненте вектора напона, који делује на произвољној равни са вектором нормале {\displaystyle \mathbf {n} \,\!} у одређеној тачки, у којој су одређене и компоненте тензора напона, {\displaystyle \sigma _{ij}\,\!}. 

### Правило трансформације тензора напона
Може се показати да је тензор напона тензор другог реда, и у току трансформација различитих координатних система, понаша се на исти начин као и тензор другог реда. Приликом трансформације система {\displaystyle x_{i}\,\!} у систем {\displaystyle x_{i}^{'}\,\!}, компоненте {\displaystyle \sigma _{ij}\,\!} из иницијалног система се трансформишу у компоненте {\displaystyle \sigma _{ij}^{'}\,\!} у новом систему, према правилу трансформације тензора (слика 8):
{\displaystyle \sigma _{ij}^{'}=a_{im}a_{jn}\sigma _{mn}\quad {\text{or}}\quad {\boldsymbol {\sigma }}'=\mathbf {A} {\boldsymbol {\sigma }}\mathbf {A} ^{T}\,\!}
где је {\displaystyle \mathbf {A} \,\!} матрица ротације са компонентама {\displaystyle a_{ij}\,\!}. У матричном облику, ово је једнако:
{\displaystyle \left[{\begin{matrix}\sigma _{11}^{'}&\sigma _{12}^{'}&\sigma _{13}^{'}\\\sigma _{21}^{'}&\sigma _{22}^{'}&\sigma _{23}^{'}\\\sigma _{31}^{'}&\sigma _{32}^{'}&\sigma _{33}^{'}\\\end{matrix}}\right]=\left[{\begin{matrix}a_{11}&a_{12}&a_{13}\\a_{21}&a_{22}&a_{23}\\a_{31}&a_{32}&a_{33}\\\end{matrix}}\right]\left[{\begin{matrix}\sigma _{11}&\sigma _{12}&\sigma _{13}\\\sigma _{21}&\sigma _{22}&\sigma _{23}\\\sigma _{31}&\sigma _{32}&\sigma _{33}\\\end{matrix}}\right]\left[{\begin{matrix}a_{11}&a_{21}&a_{31}\\a_{12}&a_{22}&a_{32}\\a_{13}&a_{23}&a_{33}\\\end{matrix}}\right]\,\!}
Проширивањем матричне операције и поједностављењем неких услова, узимањем правила о симетрији тензора напона, добија се:
{\displaystyle \sigma _{11}'=a_{11}^{2}\sigma _{11}+a_{12}^{2}\sigma _{22}+a_{13}^{2}\sigma _{33}+2a_{11}a_{12}\sigma _{12}+2a_{11}a_{13}\sigma _{13}+2a_{12}a_{13}\sigma _{23}\,\!}
{\displaystyle \sigma _{22}'=a_{21}^{2}\sigma _{11}+a_{22}^{2}\sigma _{22}+a_{23}^{2}\sigma _{33}+2a_{21}a_{22}\sigma _{12}+2a_{21}a_{23}\sigma _{13}+2a_{22}a_{23}\sigma _{23}\,\!}
{\displaystyle \sigma _{33}'=a_{31}^{2}\sigma _{11}+a_{32}^{2}\sigma _{22}+a_{33}^{2}\sigma _{33}+2a_{31}a_{32}\sigma _{12}+2a_{31}a_{33}\sigma _{13}+2a_{32}a_{33}\sigma _{23}\,\!}
{\displaystyle \sigma _{12}'=a_{11}a_{21}\sigma _{11}+a_{12}a_{22}\sigma _{22}+a_{13}a_{23}\sigma _{33}+(a_{11}a_{22}+a_{12}a_{21})\sigma _{12}+(a_{12}a_{23}+a_{13}a_{22})\sigma _{23}+(a_{11}a_{23}+a_{13}a_{21})\sigma _{13}\,\!}
{\displaystyle \sigma _{23}'=a_{21}a_{31}\sigma _{11}+a_{22}a_{32}\sigma _{22}+a_{23}a_{33}\sigma _{33}+(a_{21}a_{32}+a_{22}a_{31})\sigma _{12}+(a_{22}a_{33}+a_{23}a_{32})\sigma _{23}+(a_{21}a_{33}+a_{23}a_{31})\sigma _{13}\,\!}
{\displaystyle \sigma _{13}'=a_{11}a_{31}\sigma _{11}+a_{12}a_{32}\sigma _{22}+a_{13}a_{33}\sigma _{33}+(a_{11}a_{32}+a_{12}a_{31})\sigma _{12}+(a_{12}a_{33}+a_{13}a_{32})\sigma _{23}+(a_{11}a_{33}+a_{13}a_{31})\sigma _{13}\,\!}
Графичка представа ових трансформација напона, за дводимензионални равански напон и равански напон и уопштени тродимензионални напон, су Морови кругови за напон. 

### Нормална и смичућа компонента напона
Интензитет нормалне компоненте напона, {\displaystyle \sigma _{\mathrm {n} }\,\!}, било ког вектора напона {\displaystyle \mathbf {T} ^{(\mathbf {n} )}\,\!}, који делује на произвољној равни са вектором нормале {\displaystyle \mathbf {n} \,\!}, у одређеној тачки у којој делује и компонента тензора напона {\displaystyle \sigma _{ij}\,\!}, је скаларни производ вектора напона и вектора нормале, дакле: 
{\displaystyle {\begin{aligned}\sigma _{\mathrm {n} }&=\mathbf {T} ^{(\mathbf {n} )}\cdot \mathbf {n} \\&=T_{i}^{(n)}n_{i}\\&=\sigma _{ij}n_{i}n_{j}\end{aligned}}\,\!}
Интензитет смичуће компоненте напона, {\displaystyle \tau _{\mathrm {n} }\,\!}, која делује у равни коју одређују два вектора, {\displaystyle \mathbf {T} ^{(\mathbf {n} )}\,\!} и {\displaystyle \mathbf {n} \,\!}, се може одредити применом Питагорине теореме, односно:
{\displaystyle {\begin{aligned}\tau _{\mathrm {n} }&={\sqrt {\left(T^{(n)}\right)^{2}-\sigma _{\mathrm {n} }^{2}}}\\&={\sqrt {T_{i}^{(n)}T_{i}^{(n)}-\sigma _{\mathrm {n} }^{2}}}\\\end{aligned}}\,\!}
где је {\displaystyle \left(T^{(n)}\right)^{2}=T_{i}^{(n)}T_{i}^{(n)}=\left(\sigma _{ij}n_{j}\right)\left(\sigma _{ik}n_{k}\right)=\sigma _{ij}\sigma _{ik}n_{j}n_{k}\,\!}

## Једначине равнотеже и симетрија тензора напона
Када је тело у равнотежи, компоненте тензора напона у свакој тачки тела задовољавају једначине равнотеже, 
{\displaystyle \sigma _{ji,j}+F_{i}=0\,\!}
| Извођење једначина равнотеже |
| --- |
| Посматра се континуирано тело (слика 9) које има запремину {\displaystyle V\,\!}, и површину {\displaystyle S\,\!}, са одређеним површинским силама {\displaystyle T_{i}^{(n)}\,\!} које делују у свакој тачки површи тела, и запреминске силе {\displaystyle F_{i}\,\!} по јединици запремине у свакој тачки која се налази унутар запремине {\displaystyle V\,\!}. Дакле, ако је тело у равнотежи, резултантна сила која делује по запремини је нула, па је: {\displaystyle \int _{S}T_{i}^{(n)}dS+\int _{V}F_{i}dV=0\,\!} По дефиницији, вектор напона је {\displaystyle T_{i}^{(n)}=\sigma _{ji}n_{j}\,\!}, па је {\displaystyle \int _{S}\sigma _{ji}n_{j}\,dS+\int _{V}F_{i}\,dV=0\,\!} Ако се искористи Гаусова теорема дивергенције, површински интеграл се може превести у запремински интеграл: {\displaystyle \int _{V}\sigma _{ji,j}\,dV+\int _{V}F_{i}\,dV=0\,\!} {\displaystyle \int _{V}\sigma _{ji,j}+F_{i}\,dV=0\,\!} За произвољну запремину интегранд нестаје, па се добијају једначине равнотеже: {\displaystyle \sigma _{ji,j}+F_{i}=0\,\!} |
У исто време, да би се одржала равнотежа, збир свих момената у произвољној тачки мора бити једнак нули, што значи да је тензор напона симетричан, тј.
{\displaystyle \sigma _{ij}=\sigma _{ji}\,\!}
| Извођење закона симетрије тензора напона |
| --- |
| Када се сумирају моменти око тачке O (слика 9), резултантни момент је једак нули, и тело је у равнотежи. Дакле, {\displaystyle {\begin{aligned}M_{O}&=\int _{S}(\mathbf {r} \times \mathbf {T} )dS+\int _{V}(\mathbf {r} \times \mathbf {F} )dV=0\\0&=\int _{S}\varepsilon _{ijk}x_{j}T_{k}^{(n)}dS+\int _{V}\varepsilon _{ijk}x_{j}F_{k}dV\\\end{aligned}}\,\!} где је {\displaystyle \mathbf {r} \,\!} вектор позиције, и изражен је као {\displaystyle \mathbf {r} =x_{j}\mathbf {e} _{j}\,\!} Ако се зна да је {\displaystyle T_{k}^{(n)}=\sigma _{mk}n_{m}\,\!} и применом Гаусове теореме дивергенције, површински интеграл може се превести у запремински, па је {\displaystyle {\begin{aligned}0&=\int _{S}\varepsilon _{ijk}x_{j}\sigma _{mk}n_{m}\,dS+\int _{V}\varepsilon _{ijk}x_{j}F_{k}\,dV\\&=\int _{V}(\varepsilon _{ijk}x_{j}\sigma _{mk})_{,m}dV+\int _{V}\varepsilon _{ijk}x_{j}F_{k}\,dV\\&=\int _{V}(\varepsilon _{ijk}x_{j,m}\sigma _{mk}+\varepsilon _{ijk}x_{j}\sigma _{mk,m})dV+\int _{V}\varepsilon _{ijk}x_{j}F_{k}\,dV\\&=\int _{V}(\varepsilon _{ijk}x_{j,m}\sigma _{mk})dV+\int _{V}\varepsilon _{ijk}x_{j}(\sigma _{mk,m}+F_{k})dV\\\end{aligned}}\,\!} Други интеграл је једак нули, ако садржи једначине равнотеже. Тиме се изоставља први интеграл, па је {\displaystyle x_{j,m}=\delta _{jm}\,\!}, therefore {\displaystyle \int _{V}(\varepsilon _{ijk}\sigma _{jk})dV=0\,\!} За произвољну запремину V, добија се: {\displaystyle \varepsilon _{ijk}\sigma _{jk}=0\,\!} која је задовољена у свакој тачки унутар тела. Проширењем ове једначине, добија се {\displaystyle \sigma _{12}=\sigma _{21}\,\!}, {\displaystyle \sigma _{23}=\sigma _{32}\,\!}, and {\displaystyle \sigma _{13}=\sigma _{31}\,\!} или у општем случају {\displaystyle \sigma _{ij}=\sigma _{ji}\,\!} Овим се доказује да је тензор напона симетричан. |
Међутим, када на тело делују два напона, тј. два момента по јединичној запремини, тензор напона неће бити симетричан. Ово се такође догађа када Кнудсенов број тежи јединици, {\displaystyle K_{n}\rightarrow 1\,\!}, или је континуум не-Њутнов флуид, који може довести до ротације не-инваријантних флуида, какви су полимери.

## Главни напони и инваријанте напона
У свакој тачки тела, које је изложено напону, постоје најмање три равни, које се називају главне равни, са векторима нормале {\displaystyle \mathbf {n} \,\!}, који се називају главни правци. Одговарајући вектор напона је нормалан у односу на раван, тј. паралелан је вектору нормале {\displaystyle \mathbf {n} \,\!}, или има исти правац као он. У главним равнима не постоје компоненте смичућег напона, {\displaystyle \tau _{\mathrm {n} }\,\!}. Нормале на ове три равни називају се главне компоненте напона.
Компоненте {\displaystyle \sigma _{ij}\,\!} тензора напона зависе од оријентације координатног система у тачки посматрања. Међутим, сам тензор напона је физичка величина, и као такав од координатног система у коме је представљен. Постоје одређене инваријанте везане за сваки тензор који је такође независтан од координатног система. На пример, вектор је једноставан тензор првог степена. У трећој димензији он има три компоненте. Вредност ових компонената зависиће од координатног система у коме је вектор представљен, али је дужина вектора физичка величина (скалар) и независна је од избора координатног система.